# Vuurwerkbom

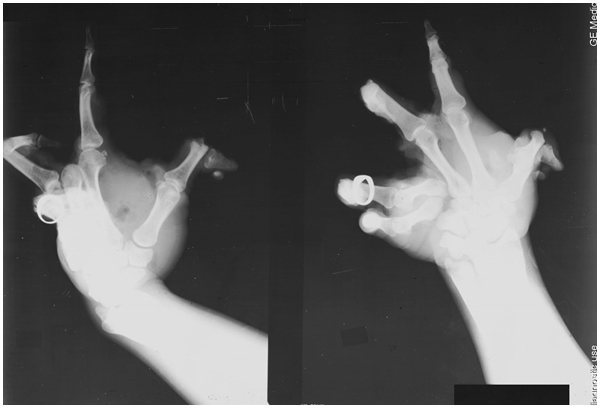
Röntgenfoto van het resultaat van een in de hand ontplofte vuurwerkbom

Een vuurwerkbom is een zelfgemaakte bom samengesteld uit vuurwerk.
Vuurwerkbommen worden vaak gemaakt om het spectaculaire effect van vuurwerk te verhogen. Men kan dit doen door de knal harder te maken of de effecten te combineren of te verlengen.
Vuurwerkbommen bevatten, zoals de naam zegt, als voornaamste ingrediënt, vuurwerk. Dit kan alle soorten vuurwerk zijn: van sterretjes en pijlen tot donderslagen. De meeste gebruikers hebben echter een voorkeur voor rotjes en strijkers. Om het effect te verhogen worden veel rotjes of strijkers in een fles of pijp gestopt, of met tape gebundeld. Soms worden ook de explosieve nitraathoudende vullingen (kruit) uit rotjes of strijkers gehaald om deze in een ander omhulsel te stoppen. Ook kan dit gecombineerd worden met andere stoffen, zoals suiker, benzine of terpentijn.
Dergelijke bommen zijn vaak levensgevaarlijk. Ze kunnen te vroeg afgaan, of men kan zich in hun kracht vergissen. Men realiseert zich meestal niet dat zelfs een harde schok (het pakketje per ongeluk laten vallen of er met een hamer op slaan) de bom al kan doen ontploffen. Als de bom in een fles of pijp wordt verpakt, kan deze uiteenspatten, waardoor de stukken als projectielen alle kanten op vliegen.
Het maken van een bom is in Nederland strafbaar. Ook is het bezit van illegaal vuurwerk strafbaar, evenals het afsteken hiervan buiten de toegestane tijden. Wanneer het afsteken een brand met gevaar voor goederen of personen ten gevolge heeft, kan men voor de gevaarszettingsdelicten van artikel 157 (brandstichting) of 158 (brand door schuld) van het Wetboek van Strafrecht worden vervolgd. Wanneer lichamelijk letsel of de dood het gevolg is, gaan de straffen snel omhoog en komt gevangenisstraf in het vooruitzicht. Deze kan oplopen tot levenslang. Daarnaast zal de schade op de dader worden verhaald, en kan de dader zelf ook ernstige brandwonden oplopen. Er zijn veel daders die een vinger of een oog zijn kwijtgeraakt, of zelfs zijn omgekomen.